# Büro Grüber

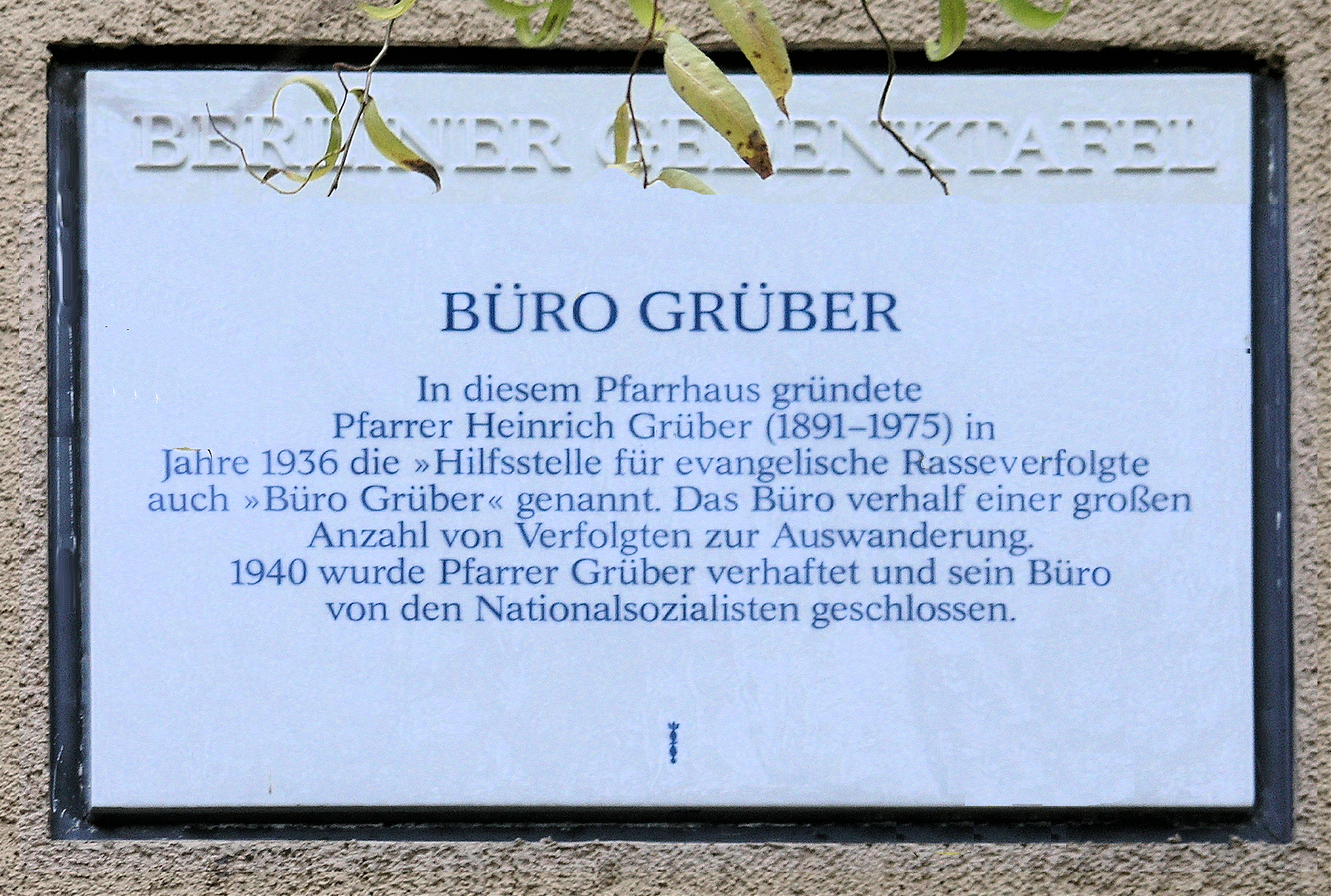
Gedenktafel am Pfarrhaus der Martin-Luther-Kirche in der Hortensienstraße 18, Berlin-Lichterfelde

Das Büro Grüber war eine im September 1938 vom Berliner Pastor und späteren Propst Heinrich Grüber gegründete Organisation der Bekennenden Kirche. Die Organisation leistete Hilfe, um in erster Linie verfolgten evangelischen Judenchristen die Auswanderung aus dem NS-Staat zu ermöglichen.
In der staatlichen Anerkennung als Organisation zur Förderung der Auswanderung der als Juden verfolgten Deutschen erscheint das Büro unter dem Namen Hilfsstelle für nichtarische Christen.

## Geschichte

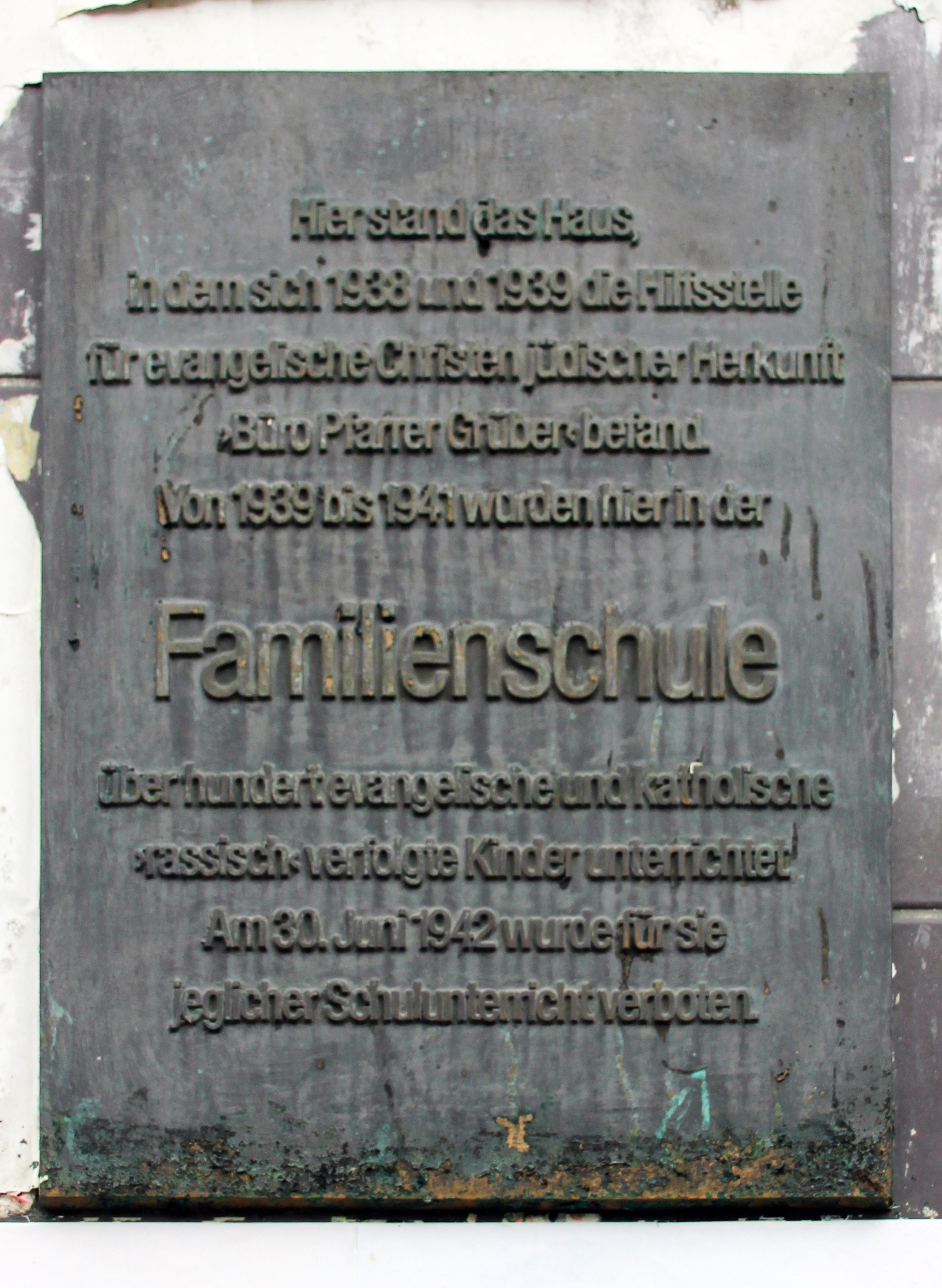
Gedenktafel am Haus Oranienburger Straße 20, in Berlin-Mitte

Das Büro, zunächst im Kaulsdorfer Pfarrhaus, später in der Oranienburger Straße 20 in Berlin-Mitte und schließlich ab 1939 im Gebäude An der Stechbahn 3/4 beheimatet, organisierte unter der Leitung von Grüber die Emigration von mehr als eintausend Christen jüdischer Herkunft. Der ganz überwiegende Teil von ihnen war evangelisch.
Grüber verfügte durch seine niederländische Mutter und einen Studienaufenthalt in Utrecht über gute niederländische Sprachkenntnisse und hatte deshalb 1936 die seelsorgerische Betreuung von Niederländern in Berlin übernommen. Seine Kontakte in die Niederlande nutzte er, um zur Ausreise genötigten Juden dort Arbeitsmöglichkeiten zu vermitteln. Wer für die Ausreise zu alt oder zu arm war, wurde durch die Wohlfahrts- und Seelsorgeabteilung des Büros Grüber in Zusammenarbeit mit Friedrich von Bodelschwingh und Pfarrer Paul Gerhard Braune betreut. Zudem bemühte sich Grüber um die schulische Versorgung „nichtarischer“ evangelischer Kinder.
Zur „Förderung der Auswanderung von Juden“ erteilte die nationalsozialistische Reichszentrale für jüdische Auswanderung Grüber ein Empfehlungsschreiben. Bis unmittelbar zum Kriegsbeginn wurden Grüber Reisen in die Niederlande, die Schweiz und nach England genehmigt.
Teilweise arbeiteten bis zu 35 Menschen im Büro Grüber. Leiter der seelsorgerlichen Abteilung war Pfarrer Werner Sylten. Außenstellen (sogenannte Vertrauensstellen) waren in 20 deutschen Städten eingerichtet. Das Büro Grüber wurde von zahlreichen Theologen der verschiedenen Landeskirchen unterstützt, unter anderem dem bayerischen Landesbischof Hans Meiser. In einem Schreiben der Kirchenkanzlei Berlin wurde 1939 jedoch betont, dass die Hilfsstelle keine kirchenamtliche Einrichtung sei und eine finanzielle Unterstützung aus amtlichen Mitteln nicht in Frage komme. Das Heidelberger Büro leitete der Theologe Hermann Maas; Vertrauensmann in Mecklenburg war August Wiegand in Schwerin. In München war Johannes Zwanzger Vertrauensmann, in Wien Erwin Reisner. Katharina Staritz leitete das Büro in Breslau. Das katholische Gegenstück zum Büro Grüber leitete Gertrud Luckner im Auftrag der Caritas.
Zu massiven Schwierigkeiten kam es 1939 im Bielefelder Büro, das von Karl Pawlowski geleitet wurde. Wahrscheinlich standen konkrete Bedrohungen gegenüber dem als effizienten Organisator bekannten Pawlowski im Raum, die ihn veranlassten, als Vertrauensmann zurückzutreten und die Aufgabe an den Münsteraner Pfarrer Herrmann Möller abzugeben.
Das Hilfsbüro wurde von der Gestapo geduldet, dann aber Anfang 1941 geschlossen. Grüber – er selbst am 19. Dezember 1940 – und seine  Mitarbeiter wurden verhaftet und in Konzentrationslager verschleppt. Inge Jacobsen, Sekretärin von Grüber und Sylten, wurde erschossen, als sie angesichts der drohenden Haft zu fliehen versuchte. Zuvor hatte sich Wilhelm Rott im Oktober 1941 in einer Bittschrift an Alphons Koechlin, den Präsidenten des Schweizer Evangelischen Kirchenbundes, noch vergeblich für sie eingesetzt.
Die Gründe für die von der Gestapo verhängte sogenannte Schutzhaft sind nicht genau bekannt. Adolf Eichmann sagte 1960 aus, er habe mindestens zweimal eine „staatspolitische Verwarnung“ erteilt, weil Geistliche sich nicht für Juden haben einsetzen dürfen. Dieter Winkler vermutet einen Zusammenhang mit einem Protestbrief Grübers an höchste Funktionäre, worin er sich für konvertierte Juden einsetzte, die bei der sogenannten Wagner-Bürckel-Aktion im Oktober 1940 ins französische Lager Gurs verschleppt worden waren.

## Nach 1945
Nach 1945 eröffnete Grüber wieder sein Büro, jetzt um den Überlebenden der Schoah, den heimkehrenden Deportierten, den in die Öffentlichkeit zurückgekehrten Untergetauchten und den befreiten Ex-Diskriminierten zu helfen. Zunächst fand das Büro im Diakonissenkrankenhaus Bethanien in Berlin-Kreuzberg Unterkunft.
1949 fand Grübers Büro, das mittlerweile offiziell den Namen Evangelische Hilfsstelle für ehemals Rasseverfolgte führte, geeignete Räume in der Waltraudstraße 4a in Zehlendorf, Berlin (West). Die Evangelische Hilfsstelle wird als Stiftung bis heute fortgeführt und ist tätig für „den Personenkreis der ehemals unmittelbar betroffenen NS-Verfolgten, deren Nachkommen oder Angehörige, ganz unabhängig davon, wo sie derzeit wohnen“. Sie ist heute am Teltower Damm 124 in Berlin-Zehlendorf angesiedelt.